# Celles-sur-Aisne
Celles-sur-Aisne település Franciaországban, Aisne megyében. Lakosainak száma 252 fő (2022. január 1.). Celles-sur-Aisne Aizy-Jouy, Chassemy, Chivres-Val, Condé-sur-Aisne, Nanteuil-la-Fosse, Sancy-les-Cheminots és Vailly-sur-Aisne községekkel határos.

## Népesség
A település népességének változása:
| Lakosok száma | 220  | 193  | 216  | 245  | 260  | 261  | 258  | 255  | 256  | 252  |
|               | 1968 | 1982 | 1990 | 2006 | 2013 | 2015 | 2017 | 2019 | 2020 | 2022 |